# Svenska Godsbilcentraler

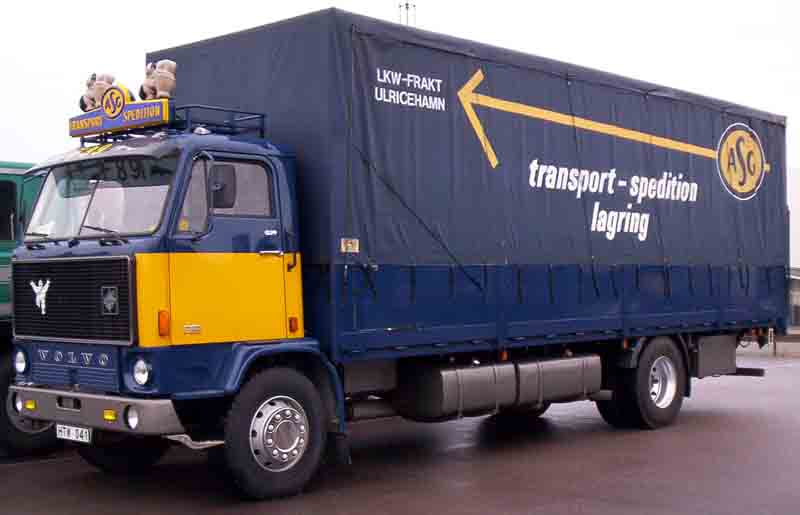

Die AB Svenska Godsbilcentraler (abgekürzt ASG) war ein Transportunternehmen mit Sitz in Stockholm, das 1935 durch die Stockholms Rederi AB Svea gegründet wurde. Ab 1959 im Besitz des Kungliga Järnvägsstyrelsen – allgemein Statens Järnvägar (SJ) genannt – wurde die ASG 1999 an das Schweizer Unternehmen Danzas verkauft.

## Gründung
Der Anlass zur Gründung der ASG war eine Studie über die zukünftige Entwicklung des Güterverkehrs, welche die Stockholms Rederi AB Svea 1932 selbst durchführte. Am 1. Juli 1935 nahm die ASG ihren Betrieb auf, wurde jedoch erst am 12. Juli 1935 von Emanuel Högberg (damaliger CEO der Stockholms Rederi AB Svea) als Tochterunternehmen der Rederi AB Svea eingetragen.

## Geschichte
Das erste Jahr verlief, mit einem Verlust von 5777 Kronen und 6 Öre, nicht sehr erfolgreich. 1937 wurde das weltbekannte ASG-Logo entworfen, das bis zum Verkauf der Firma an Danzas, die Firmenfahrzeuge zierte. 1939 umfasste das Unternehmen 35 Niederlassungen in Schweden, mit etwa 140 Fahrern wurden bis zu 450 Firmenfahrzeuge bewegt und erreichten einen Frachtumschlag von 550 Millionen Kronen. 50 % der ASG-Anteile wurden 1941 durch die Rederi AB Svea an das Kungliga Järnvägsstyrelsen verkauft.
1946 übernahm die ASG Transporte ins europäische Ausland, die ab 1949 durch das Angebot der Luftfracht ergänzt wurden und ab 1952 in Osteuropa verfügbar waren. Ab 1959 gehörte die ASG zu 100 % zu den Staatsbahnen. Die Transportroute Göteborg–Stockholm–Leningrad–Moskau etablierte sich 1969 zu einer festen Verbindung nach Osteuropa. 1978 wurde die AB Svenska Godsbilcentraler in ASG AB umbenannt und führte 1980 den Großauftrag aus, die gesamte Ausrüstung der olympischen Sommerspiele in Moskau zu transportieren.
Die skandinavische Spedition ERT (European Road Transport) wurde 1995 zu 50 % von der ASG übernommen, die 1996 zu 100 % übernommen wurde. Im gleichen Jahr wurde die Kühlspedition Frigoscandia zu 100 % hinzugekauft. Frigoscandia jedoch wurde im darauffolgenden Jahr an die SCI (Security Capital Industrial Trust) verkauft.
1998 war die ASG eines der führenden Unternehmen im Bereich Transport und Logistik in Nordeuropa. Es beschäftigte 5700 Mitarbeiter und erzielte einen Umsatz von 12 Mrd. SEK (1,35 Mrd. €). Danzas, das schon seit 1993 mit der ASG zusammenarbeitete, übernahm die ASG 1999 und wurde im selben Jahr selbst von der Deutsche Post AG aufgekauft. 2002 kaufte die Deutsche Post das Logistikunternehmen DHL, unter deren Namen seit Herbst 2003 die gesamte Logistiksparte der Deutschen Post firmiert. Seitdem fahren die Fahrzeuge der ASG, Danzas und der Deutschen Post mit dem Erscheinungsbild der DHL.

## Referenzen